# Haferwurzel
Die Haferwurzel (Tragopogon porrifolius), auch Purpur-Bocksbart, Habermark oder Austernpflanze, ist eine Pflanzenart aus der Gattung Bocksbärte (Tragopogon) innerhalb der Familie der Korbblütler (Asteraceae). Die Nutzpflanze Haferwurzel kommt ursprünglich aus dem Mittelmeerraum, wo sie seit der Antike als Gemüse verwendet wurde.

## Vegetative Merkmale

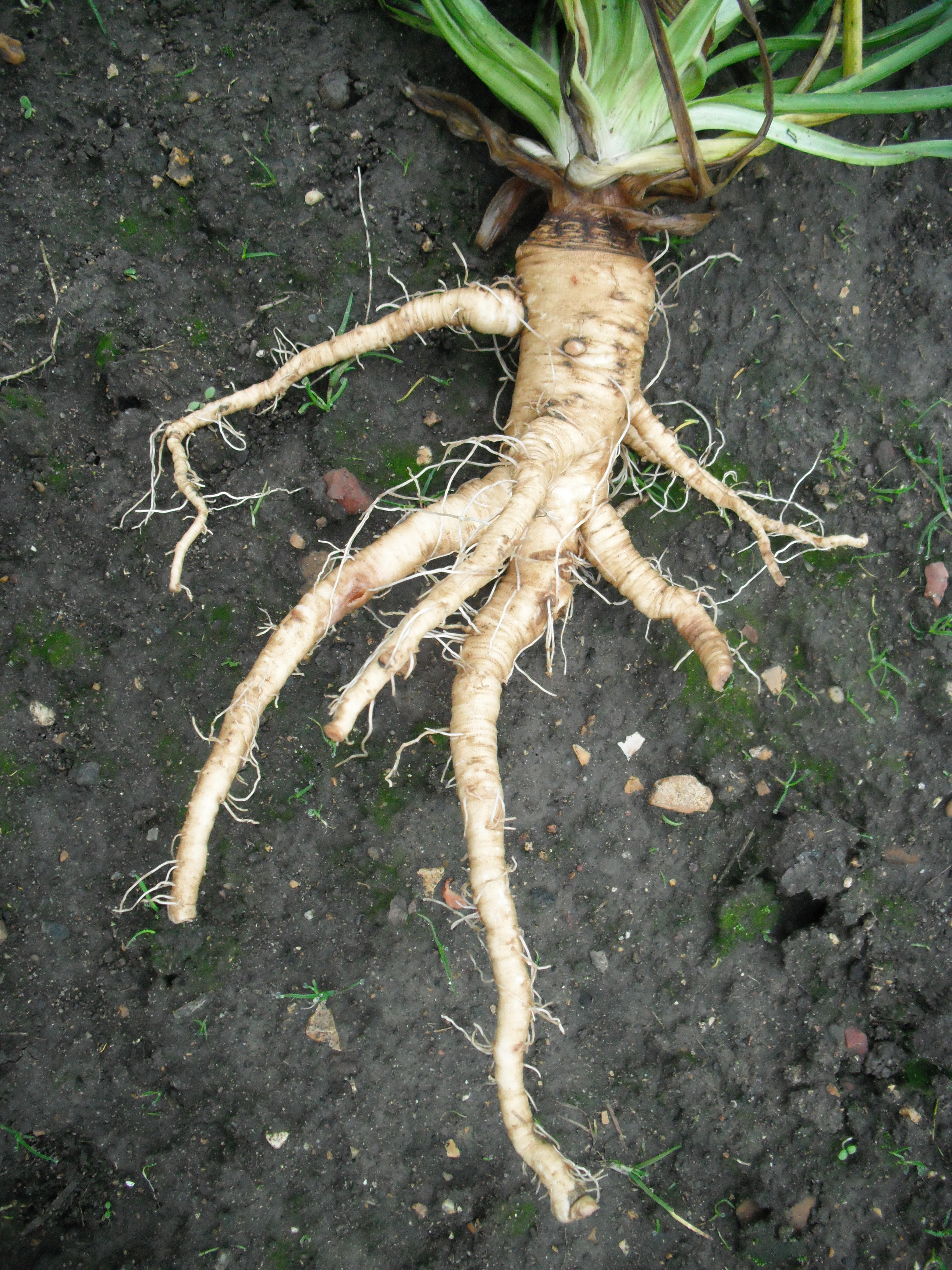
Unterirdische Pflanzenteile

Die Haferwurzel ist eine ein- bis zweijährige krautige Pflanze, die Wuchshöhen von 60 bis 120 Zentimetern erreicht. Die Stängel sind aufrecht und meist verzweigt. 
Die Blätter sind aus breitem fast scheidig stängelumfassendem Grund lineal-lanzettlich, lang zugespitzt und steif aufrecht. Auf diese Gestalt bezieht sich der zweite Teil des botanischen Namens. Porri ist die lateinische Bezeichnung für Lauch und folium steht für das Blatt einer Pflanze. Die Haferwurzel bildet bis zu 30 Zentimeter lange Pfahlwurzeln und enthält Milchsaft. 

## Generative Merkmale

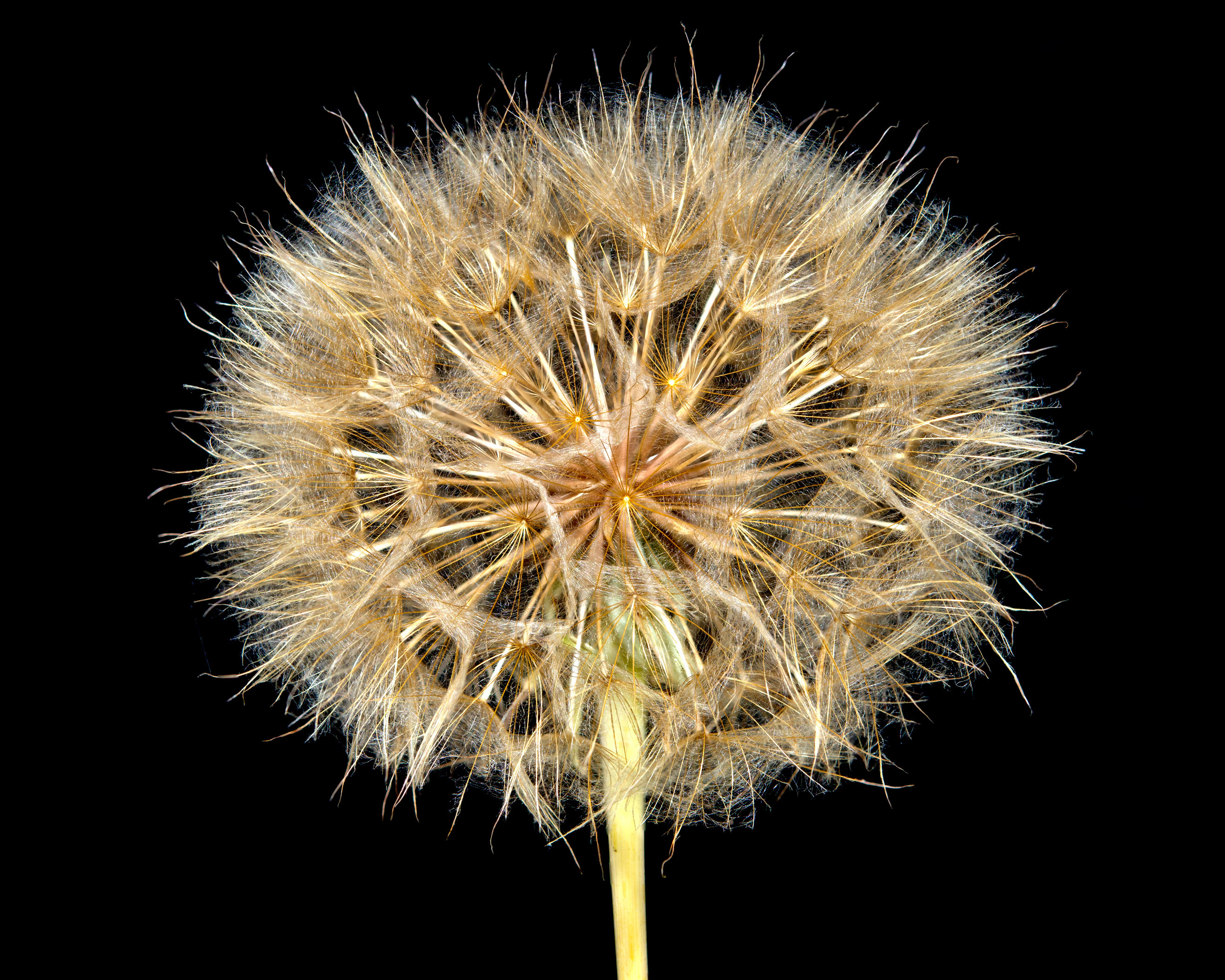
Fruchtstand mit Pappus

Die Blütezeit der Haferwurzel ist im Juni und Juli. Die Stängel tragen meist mehrere Blütenkörbe. Die Korbstiele sind gegen den Korb zu stark keulig verdickt. Die Hüllblätter überragen die Zungenblüten und sind 3 bis 5 Zentimeter lang.  Die Zungenblüten sind trüb-purpurfarben bis purpurlila gefärbt. Die Früchte sind Achänen und inklusive Schnabel 40 bis 55 Millimeter lang. Sie ist schwach zehnrippig und mit weißlichen Schuppen besetzt. Der Pappus ist halb so lang wie die Achäne und bräunlich-weiß.
Die Chromosomenzahl beträgt 2n = 12.

## Ökologie
Wie bei anderen Bocksbart-Arten unterliegt die Haferwurzel einer circadianen Rhythmik, tagesperiodischen Bewegungen, die Blüten öffnen sich morgens und schließen sich um die Mittagszeit.
Auswüchse auf Wurzeln werden durch Aulax pigeoti hervorgerufen. Andere parasitäre Pilze auf der Haferwurzel sind Cystopus tragopoonis, Erysibe cichoriacearum, Perisporium tragopogoni, Puccinia tragopogonis und Ustilago tragopogonis-pratensis.

## Vorkommen
Die Wildform  der Haferwurzel, Tragopogon porrifolius subsp. eriospermus ist im Mittelmeerraum heimisch. In Mitteleuropa wird die Kulturform Tragopogon porrifolius subsp. porrifolius angebaut und kommt sehr selten verwildert vor (Burgenland, Zürcher Unterland, Wien, Oberösterreich). Die Wildform ist urwüchsig in ostmediterranen Gesellschaften des Verbands Alopecurion utriculati aus der Ordnung Arrhenatheretalia.

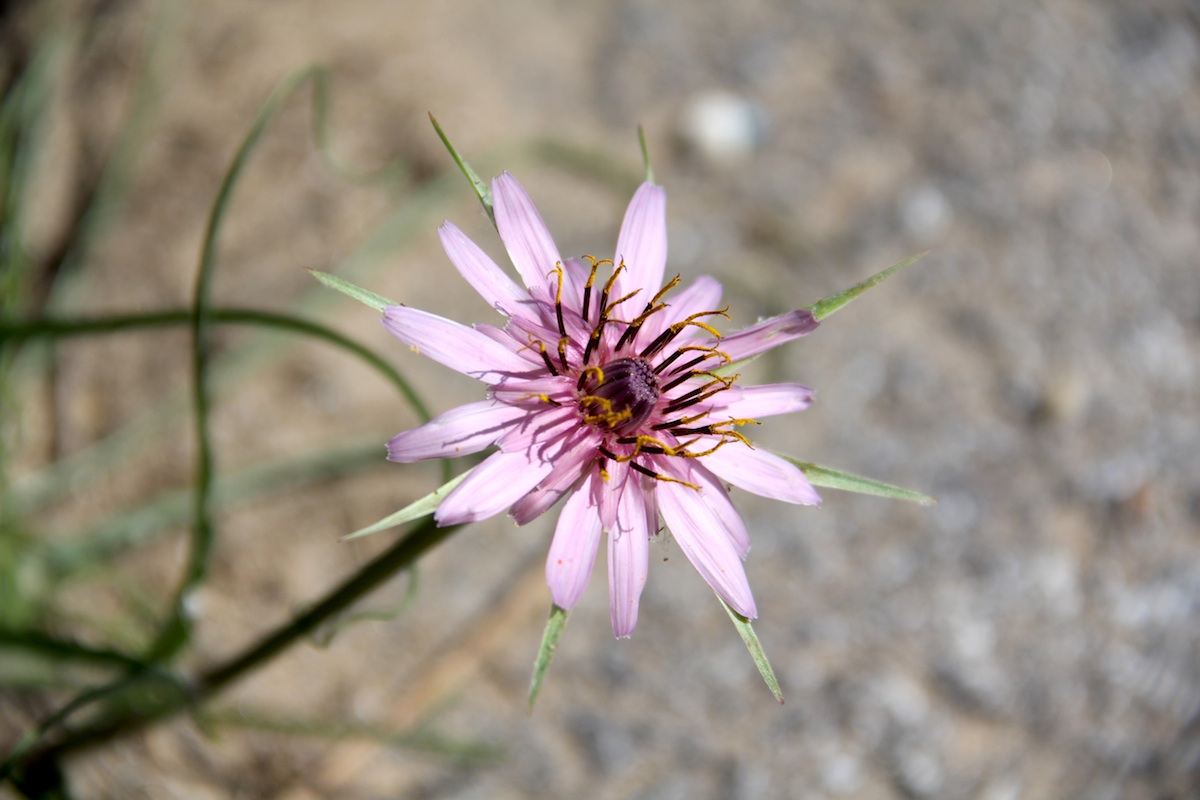
Tragopogon porrifolius subsp. eriospermus

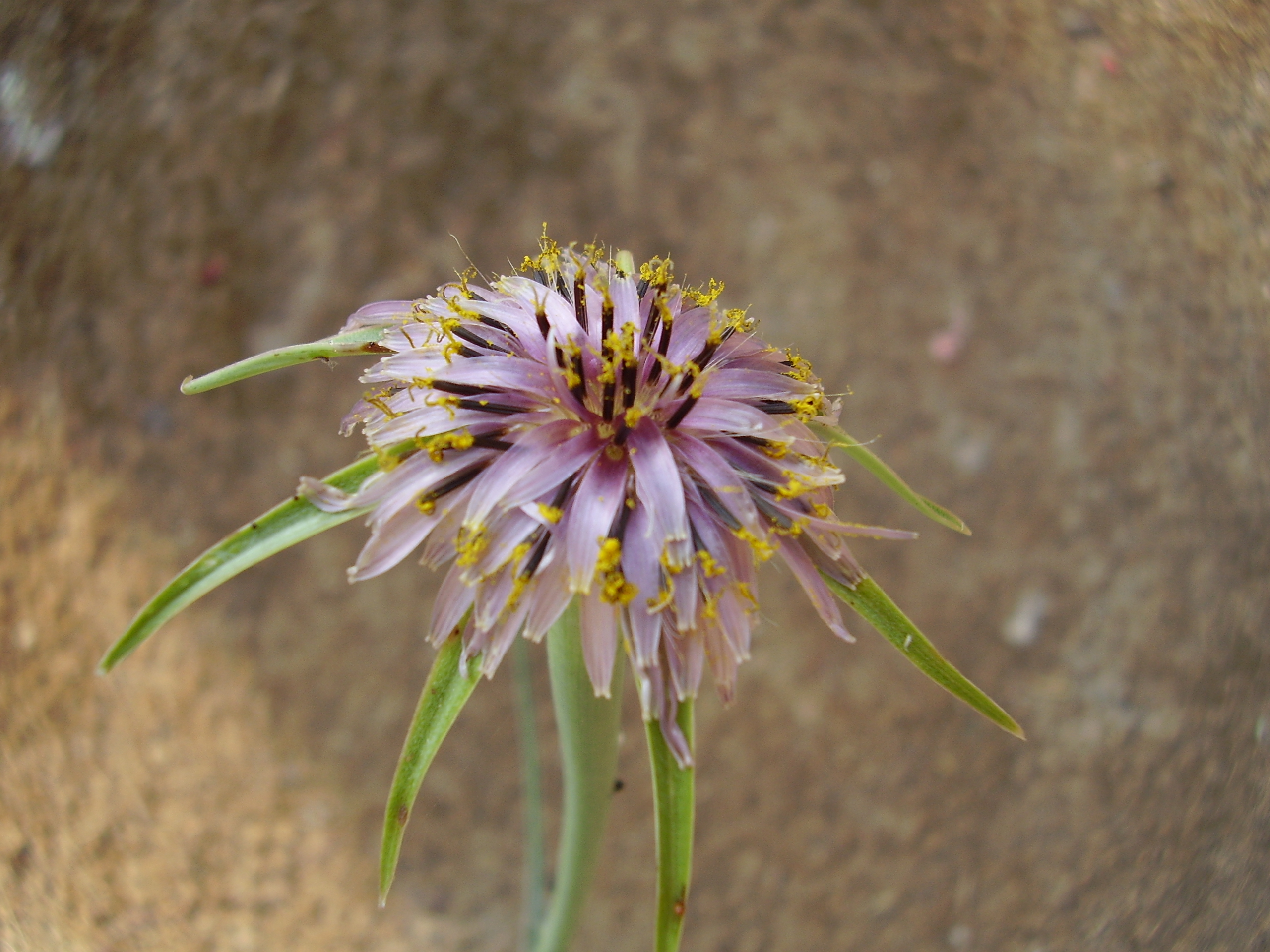
Tragopogon porrifolius subsp. longirostris

## Systematik
Die Erstveröffentlichung von Tragopogon porrifolius erfolgte durch Carl von Linné.
Man kann folgende Unterarten unterscheiden:
- Tragopogon porrifolius subsp. cupanii (DC.) I.Richardson: Die Chromosomenzahl beträgt 2n = 12.[4] Sie kommt in Italien, Sizilien und auf Malta vor.[3]
- Tragopogon porrifolius subsp. eriospermus (Ten.) Greuter (Syn.: Tragopogon sinuatus auct. non Avé-Lall., Tragopogon porrifolius subsp. australis auct. non (Jord.) Nyman): Sie kommt ursprünglich in Korsika, Sizilien, Malta, Italien, Kroatien, Bosnien-Herzegowina, Montenegro, Mazedonien, Griechenland, Kreta, in der Ägäis, in Bulgarien und in der europäischen und asiatischen Türkei vor.[3]
- Tragopogon porrifolius subsp. macrocephalus Batt.: Sie kommt in Marokko und in Algerien vor.[3]
- Tragopogon porrifolius subsp. longirostris (Sch. Bip.) Greuter (Syn.: Tragopogon longirostris Sch. Bip., Tragopogon krascheninnikovii S.A.Nikitin, Tragopogon coelesyriacus Boiss.): Sie kommt in Griechenland, in der Ägäis, auf Kreta, in Zypern und der Türkei und in Westasien vor.[3]
- Tragopogon porrifolius L. subsp. porrifolius

## Verwendung
Die Haferwurzel wird vorwiegend als Wurzelgemüse verwendet, die Blätter lassen sich als Salat oder Spinat zubereiten. Die süßliche, milchsafthaltige „Wurzel“, deren Geschmack an Austern erinnern soll, ist sehr nahrhaft, weshalb ein alemannisches Sprichwort besagt: „Habermark macht d’ Bube stark“. Die Pfahlwurzeln werden im Herbst des ersten Jahres geerntet, geschält und gedünstet, gebraten oder frittiert. Sie können über den Winter eingemietet werden.

## Geschichte
Albertus Magnus, der die Haferwurzel im 13. Jahrhundert erstmals erwähnte, identifizierte sie mit der biblischen Rose von Scharon. Die Haferwurzel wurde seit dem 16. Jahrhundert in Mitteleuropa angebaut. Mit der Zeit wurde sie von der ähnlich schmeckenden Schwarzwurzel beinahe vollständig verdrängt.